# Henry (Dakota del Sud)
Henry è un centro abitato (town) degli Stati Uniti d'America, situato nella Contea di Codington nello Stato del Dakota del Sud. La popolazione era di 267 persone al censimento del 2010. Fa parte dell'area micropolitana di Watertown.

## Storia
Un ufficio postale chiamato Henry è stato in funzione dal 1879. Henry venne intrecciata nel 1882. Prende il nome da J. E. Henry, un primo colono.

## Geografia fisica
Henry è situata a 44°52′40″N 97°27′57″W (44.877650, -97.465968).
Secondo lo United States Census Bureau, ha un'area totale di 1,45 miglia quadrate (3,76 km²).

## Società

### Evoluzione demografica
Secondo il censimento del 2010, c'erano 267 persone.

### Etnie e minoranze straniere
Secondo il censimento del 2010, la composizione etnica della città era formata dal 97,8% di bianchi, lo 0,4% di afroamericani, lo 0,7% di nativi americani, e l'1,1% di due o più etnie.